# آهنگ عاشقانه خیالی
آهنگ عاشقانه خیالی (به کره‌ای: 환상연가; انگلیسی: Love Song for Illusion) یک مجموعه تلویزیونی کره جنوبی با بازی پارک جی هون، هونگ یه جی، هوانگ هی و جی وو است. این مجموعه بر پایه وب‌تونی در ناور وب‌تون با همین نام اثر وانزیوم است و در مورد داستان عاشقانه میان مردی با دو شخصیت متضاد و زنی با گذشته تاریک است. این مجموعه از ۱ ژانویه تا ۲۷ فوریه ۲۰۲۴، روزهای دوشنبه و سه‌شنبه ساعت ۲۲:۱۰ (کی‌اس‌تی) از کی‌بی‌اس۲ برای ۱۶ قسمت پخش شد. این مجموعه همچنین برای استریم در ویو در کره جنوبی و در ویو و ویکی در مناطق منتخب قابل دسترسی است.

## بازیگران

### اصلی
- پارک جی هون در نقش ساجو هیون / آک‌هی[۱][۵]
- هونگ یه جی در نقش یون وول[۵]
- هوانگ هی در نقش ساجو یونگ[۹]
- جی وو در نقش گوم هوا[۴]